# Van Wert megye
Van Wert megye az Amerikai Egyesült Államokban, azon belül Ohio államban található. Megyeszékhelye és legnagyobb városa Van Wert. Lakosainak száma 28 931 fő (2020. április 1.). Van Wert megye Allen, Mercer, Paulding, Putnam, Auglaize, Adams és Allen megyékkel határos.

## Népesség
A megye népességének változása:
| Lakosok száma | 28 673 | 28 706 | 28 739 | 28 459 | 28 562 | 28 931 |
|               | 2010   | 2011   | 2012   | 2013   | 2015   | 2020   |